# Salacia letouzeyana
Salacia letouzeyana är en benvedsväxtart som beskrevs av N. Hallé. Salacia letouzeyana ingår i släktet Salacia och familjen Celastraceae. Inga underarter finns listade.